# Akihiro Sakata
 (octobre 2017).
Pour les articles homonymes, voir Sakata.
Akihiro Sakata (阪田 章裕, Sakata Akihiro) est un footballeur japonais né le 16 mai 1984 à Kyoto. Il évolue au poste de défenseur.

## Biographie
Il joue 32 matchs en première division japonaise avec le club de l'Oita Trinita, inscrivant deux buts.